# European Open 2018
L'European Open 2018 è stato un torneo di tennis giocato sui campi in cemento indoor nella categoria ATP Tour 250 nell'ambito dell'ATP World Tour 2018. È stata la terza edizione del torneo. Gli incontri si sono giocati alla Lotto Arena di Anversa, in Belgio, dal 15 al 21 ottobre 2018.

## Partecipanti

### Teste di serie
| Nazionalita | Giocatore         | Ranking* | Testa di serie |
| ----------- | ----------------- | -------- | -------------- |
| Regno Unito | Kyle Edmund       | 14       | 1              |
| Argentina   | Diego Schwartzman | 16       | 2              |
| Canada      | Milos Raonic      | 20       | 3              |
| Francia     | Richard Gasquet   | 25       | 4              |
| Francia     | Gilles Simon      | 31       | 5              |
| Francia     | Gaël Monfils      | 37       | 6              |
| Stati Uniti | Frances Tiafoe    | 40       | 7              |
| Paesi Bassi | Robin Haase       | 44       | 8              |

* Ranking all'8 ottobre 2018.

### Altri partecipanti
I seguenti giocatori hanno ricevuto una wild card per il tabellone principale:
- Ruben Bemelmans
- Milos Raonic
- Frances Tiafoe

I seguenti giocatori sono entrati nel tabellone principale passando dalle qualificazioni:

- Marcel Granollers
- Tallon Griekspoor
- Il'ja Ivaška
- Serhij Stachovs'kyj

I seguenti giocatori sono entrati in tabellone come lucky loser:
- Salvatore Caruso
- Constant Lestienne
- Stéphane Robert

### Ritiri
Prima del torneo
- Nikoloz Basilašvili → sostituito da  Yuki Bhambri
- Roberto Carballés Baena → sostituito da  Salvatore Caruso
- David Goffin → sostituito da  Jiří Veselý
- Tallon Griekspoor → sostituito da  Stéphane Robert
- Jozef Kovalík → sostituito da  Constant Lestienne

Durante il torneo
- Il'ja Ivaška

## Campioni

### Singolare
Kyle Edmund ha battuto in finale  Gaël Monfils con il punteggio di 3-6, 7–6(2), 7–6(4).
- È il primo titolo in carriera per Edmund.

### Doppio
Nicolas Mahut /  Édouard Roger-Vasselin hanno battuto in finale  Marcelo Demoliner /  Santiago González con il punteggio di 6-4, 7-5.